# Hans-Jürgen Neisen

Spvg Erkenschwick

Hans-Jürgen Neisen (* 6. Dezember 1947) ist ein ehemaliger deutscher Fußballspieler.

## Werdegang
Der Stürmer Hans-Jürgen Neisen begann seine Karriere bei Rot-Weiss Essen und debütierte in der Saison 1967/68 in der Regionalligamannschaft. Mit den Essenern wurde er 1968 Vizemeister hinter Bayer 04 Leverkusen und scheiterte in der Aufstiegsrunde zur Bundesliga an Hertha BSC. Nachdem Neisen in der folgenden Saison 1968/69 nur einmal zum Einsatz gekommen war, wechselte er am Saisonende zum Regionalligaaufsteiger DJK Gütersloh. Dort wurde er Stammspieler und schaffte 1974 mit seiner Mannschaft die Qualifikation für die neu geschaffene 2. Bundesliga. Dort debütierte er am 3. August 1974 bei der 2:5-Niederlage der Gütersloher beim 1. SC Göttingen 05. Im Sommer 1975 wechselte Neisen zum Lokalrivalen SVA Gütersloh, wo er seine Karriere ausklingen ließ. Hans-Jürgen Neisen absolvierte zehn Zweitligaspiele. Dazu kommen 130 Regionalligaspiele, in denen er 15 Tore erzielte.